# East Lindsey
L'East Lindsey est un district non-métropolitain du Lincolnshire, en Angleterre. Il comprend les villes de Manby, où siège le conseil de district, Louth, Alford, Spilsby, Mablethorpe, Skegness, Horncastle et Chapel St Leonards.
L'East Lindsey est bordé par le North East Lincolnshire et le Humber au nord, la mer du Nord à l'est, le borough de Boston au sud, et le North Kesteven et le West Lindsey à l'ouest. La rivière Witham forme la frontière avec le North Kesteven, et une partie du borough de Boston.
Le district est créé le 1er avril 1974, par le Local Government Act de 1972. Il correspond au sud-est de l'ancien comté de Lindsey. Il est issu de la fusion du district municipal de Louth, des districts urbains d'Alford, Horncastle, Mablethorpe et Sutton, Skegness et Woodhall Spa, et des districts ruraux de Horncastle, Louth et Spilsby.

## Source
- (en) Cet article est partiellement ou en totalité issu de l’article de Wikipédia en anglais intitulé « East Lindsey » (voir la liste des auteurs).